# دم‌شمشیری آندامان
دم‌شمشیری آندامان (نام علمی: Graphium epaminondas) از گونه‌هایی است که در سال ۱۸۷۹ میلادی توصیف علمی شدند. این گونه متعلق به خانواده پروانه‌های دم‌چلچله‌ای بوده و زیستگاه آن جزایر آندامان هند است. 